# Vonones II de Partia
Vonones II de Partia fue el gobernante del Imperio parto durante un corto tiempo, en el año 51. Era hijo de Darío II de Media Atropatene, quien descendía de monarcas pónticos y armenios, y de una princesa parta. Durante el reinado de su hermano Gotarces II fue gobernante de Media Atropatene, y subió al trono tras la muerte de este. Sin embargo, Vorones II murió a los pocos meses y fue sucedido por su hijo, Vologases I.
Vonones II tuvo 5 hijos de una concubina griega que alcanzaron el trono de Partia y Armenia: Pacoro II, Vologases I, Osroes I, Tiridates I y Mithrídates IV. Sus hijos nacieron y crecieron durante su reinado en Media Atropatene.

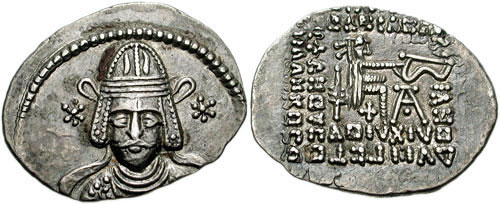
Moneda parta. En el anverso puede apreciarse la efigie de Vonones II.

| Predecesor: Gotarces II | Sah de Partia (de la Dinastía Arsácida) 51 | Sucesor: Vologases I |